# Anscario de Ivrea

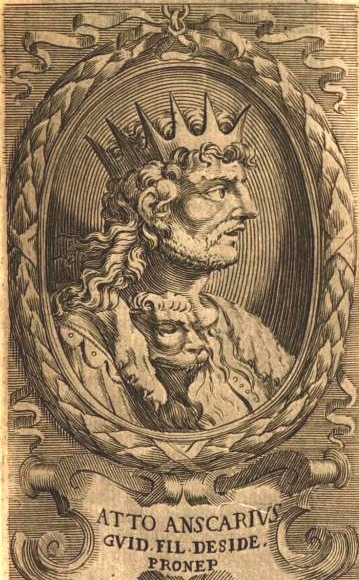
Atón Anscario, Marqués de Ivrea.

Anscario de Ivrea  (860 - marzo de 902) fue el marqués de Ivrea desde 888 hasta su muerte.

## Orígenes
Nació en el seno de una familia noble del Reino de Borgoña. Hijo del conde Amadeo de Oscheret, heredó el pagus de Oscheret en 867, a la muerte de su padre.
Anscario fue asesor de Bosón de Provenza, conde de Macon, conde de Chalon y virrey de Italia. También era hermano de Fulco el Venerable, Arzobispo de Reims y apoyo ferviente de la dinastía carolingia en Francia. Seguramente junto con su hermano Fulco, invitó al duque Guido de Spoleto a Francia para que se hiciese con el trono.

## Creación de la Marca de Ivrea
Anscario fue uno de los principales apoyos de su pariente, Guido de Spoleto en su intento por hacerse nombrar rey de Francia tras la destitución de Carlos el Gordo en 887. Tras la coronación de Eudes, Conde de París, el condado de Oscheret fue entregado a la casa de Vergy, en la figura del conde Manassès I de Chalon. Anscario no tuvo más remedio que trasladarse al otro lado de los Alpes, donde Guido había sido elegido rey de Italia. En gratitud por su apoyo en Francia, Guido creó la Marca de Ivrea para Anscario.
Anscario luchó en Italia a favor del reinado de Guido. Combatió a Arnulfo de Carintia durante su primera invasión en 894, y apoyó al hijo de Guido, Lamberto II tras la muerte de su padre ese año. En 896, Anscario fue uno de los pocos que se opuso en el Norte a la segunda invasión de Arnulfo. Tras la muerte de Lamberto, Anscario apoyó a Berengario de Friuli como rey, y se convirtió en su consejero.

## Muerte y descendencia
Se casó con Volsia, hija del marqués de Susa y tuvo con ella un único hijo: Adalberto, quien heredó la marca de Ivrea.
| Predecesor: Amadeo de Oscheret | Conde de Oscheret 867–887 | Sucesor: Manassès I de Chalon |
| Predecesor: nueva creación     | Marqués de Ivrea 888–902  | Sucesor: Adalberto I          |